# Concours international de piano de Leeds

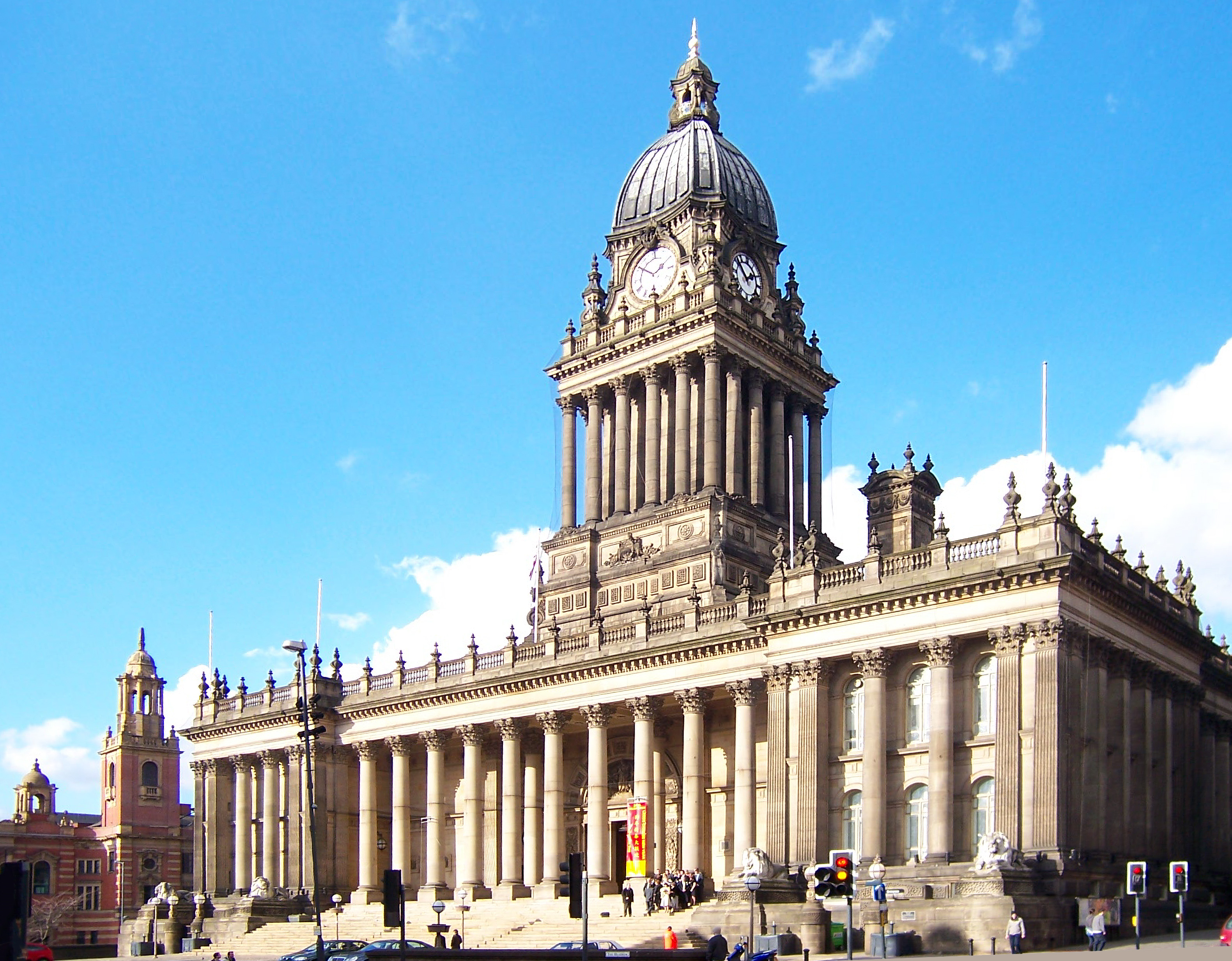
l'hôtel de ville de Leeds où se déroule le concours

Le Concours international de piano de Leeds (Leeds International Piano Competition) a lieu tous les trois ans à Leeds (Grande-Bretagne). Créé par Marion Stein, Comtesse de Harewood et Fanny Waterman en 1961, il se tient dans le grand hall de l'université et à la mairie de Leeds. Les compétiteurs jusqu'en 2006 étaient hébergés au Tetley Hall, la résidence universitaire.
En 2024, le 1er Prix est doté de 30 000 £, ce qui en fait le 3e concours le mieux doté au monde (après Cleveland et Chopin).

## Lauréats
| Année | 1er prix                      | 2e prix                                                           | 3e prix                                                     | 4e prix                                                     | 5e prix                                                                        | 6e prix                                                                        |
| ----- | ----------------------------- | ----------------------------------------------------------------- | ----------------------------------------------------------- | ----------------------------------------------------------- | ------------------------------------------------------------------------------ | ------------------------------------------------------------------------------ |
| 2024  | Jaeden Izik-Dzurko (Canada)   | Junyan Chen                                                       | Khanh Nhi Luong                                             | Kai-Min Chang                                               | Julian Trevelyan                                                               |                                                                                |
| 2021  | Alim Beisembayev (Kazakhstan) | Kaito Kobayashi                                                   | Ariel Lanyi                                                 | Dmytro Choni                                                | Thomas Kelly                                                                   |                                                                                |
| 2018  | Eric Lu États-Unis            | Mario Häring Allemagne                                            | Xinyuan Wang Chine                                          | Non attribué                                                | Non attribué                                                                   | Non attribué                                                                   |
| 2015  | Anna Tcybuleva Russie         | Heejae Kim Corée du Sud                                           | Vitaly Pisarenko Russie                                     | Andrew Peterson USA                                         | Tomoki Kitamura Japon                                                          | Yun Wei Chine                                                                  |
| 2012  | Federico Colli Italie         | Louis Schwizgebel Suisse                                          | Jiayan Sun Chine                                            | Andrejs Osokins Lettonie                                    | Andrew Tyson USA                                                               | Jayson Gillham Australie                                                       |
| 2009  | Sofya Gulyak Russie           | Alexej Gorlatch Ukraine                                           | Alessandro Taverna Italie                                   | David Kadouch France                                        | Rachel Cheung (en) Chine                                                       | Jianing Kong Chine                                                             |
| 2006  | Sunwook Kim Corée du Sud      | Andrew Brownell États-Unis                                        | Denis Kozhukhin Russie                                      | Song Siheng Chine                                           | Sung-Hoon Kim Corée du Sud                                                     | Grace Fong États-Unis                                                          |
| 2003  | Antti Siirala Finlande        | Evgenia Rubinova Ouzbékistan                                      | Yuma Osaki Japon                                            | Igor Tchetuev Ukraine                                       | Chiao Ying-Chang Taïwan                                                        | Sodi Braide Royaume-Uni / Nigeria                                              |
| 2000  | Alessio Bax Italie            | Davide Franceschetti Italie                                       | Severin von Eckardstein Allemagne                           | Cristiano Burato Italie                                     | Ashley Wass GB                                                                 | Tatyana Kolessova Russie                                                       |
| 1996  | Ilya Itin Russie              | Roberto Cominati Italie                                           | Aleksandar Madžar Yougoslavie                               | Sa Chen Chine                                               | Armen Babakhanian Arménie                                                      | Ekaterina Apekisheva Israël                                                    |
| 1993  | Ricardo Castro Brésil         | Leon McCawley Grande-Bretagne                                     | Mark Anderson États-Unis                                    | Filippo Gamba Italie                                        | Maxim Philippov Russie                                                         | Margarita Shevchenko Russie                                                    |
| 1990  | Artur Pizarro Portugal        | Lars Vogt Allemagne                                               | Eric le Sage France                                         | Balázs Szokolay Hongrie                                     | Haesun Paik Corée du Sud                                                       | Andrei Zheltonog URSS                                                          |
| 1987  | Vladimir Ovtchinnikov URSS    | Ian Munro Australie                                               | Noriko Ogawa Japon                                          | Boris Berezovsky URSS                                       | Hugh Tinney Irlande                                                            | Marcantonio Barone États-Unis                                                  |
| 1984  | Jon Kimura Parker Canada      | Ju Hee Suh Corée                                                  | Junko Otake Japan                                           | Louis Lortie Canada                                         | David Buechner États-Unis                                                      | Emma Tahkmizyan Arménie                                                        |
| 1981  | Ian Hobson GB                 | Wolfgang Manz Allemagne                                           | Bernard d'Ascoli France                                     | Daniel Blumenthal États-Unis                                | Christopher O'Riley États-Unis                                                 | Peter Donohoe (musicien) GB                                                    |
| 1978  | Michel Dalberto France        | Diana Kacso Brésil                                                | Lydia Artymiw États-Unis                                    | Ian Hobson GB                                               | Kathryn Stott GB                                                               | Etsuko Terada Japon                                                            |
| 1975  | Dimitri Alexeev URSS          | Mitsuko Uchida Japon                                              | 3eex aequo: András Schiff, Hongrie et Pascal Devoyon France | 3eex aequo: András Schiff, Hongrie et Pascal Devoyon France | 5eex aequo: Michael Houstoun, Nouvelle-Zélande et Myung-whun Chung, États-Unis | 5eex aequo: Michael Houstoun, Nouvelle-Zélande et Myung-whun Chung, États-Unis |
| 1972  | Murray Perahia États-Unis     | Craig Sheppard États-Unis                                         | Eugen Indjic États-Unis                                     |                                                             |                                                                                |                                                                                |
| 1969  | Radu Lupu Roumanie            | Georges Pludermacher France                                       | Arthur Moreira Lima Brésil                                  | Boris Petrushansky URSS                                     | Anne Queffélec France                                                          |                                                                                |
| 1966  | Rafael Orozco Espagne         | prix conjoint : Viktoria Postnikova, URSS et Semyon Kruchin, URSS | Alexey Nasedkin URSS                                        | Jean-Rodolphe Kars France                                   |                                                                                |                                                                                |
| 1963  | Michael Roll GB               | Vladimir Krainev URSS                                             | Sebastien Risler France                                     | Armenta Adams États-Unis                                    |                                                                                |                                                                                |